# Caught

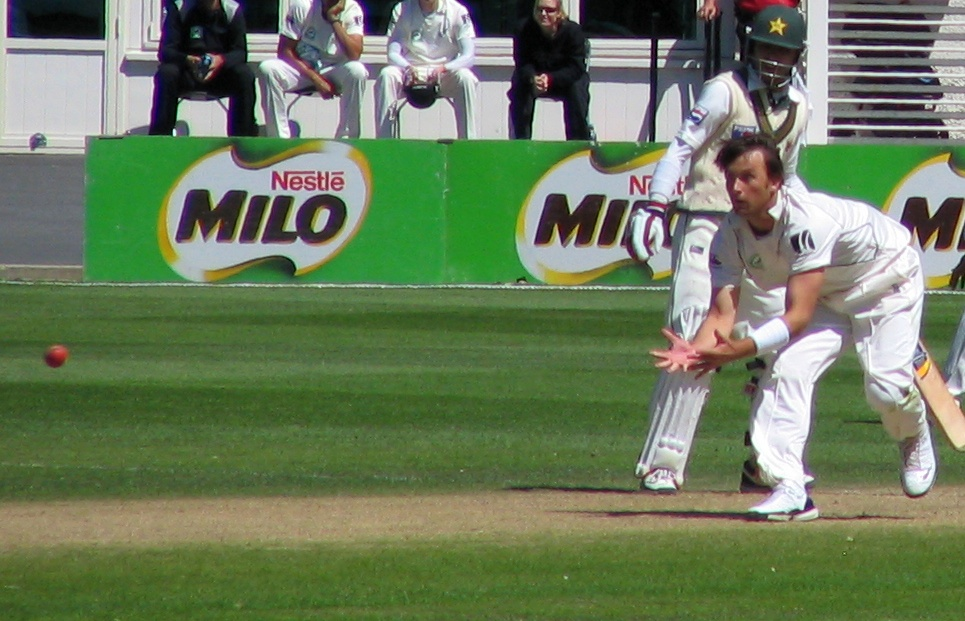

Caught (ang. "złapany") to w krykiecie najczęściej występujący sposób wyeliminowania batsmana. Jest opisany w punkcie 32. zasad krykieta, który stanowi, iż odbijający jest "złapany" i wyeliminowany, jeżeli fielder złapie piłkę znajdującą się całym obwodem w polu gry, zanim ta - po dotknięciu kija odbijającego lub rękawicy osłaniającej dłoń trzymającą kij - odbije się od ziemi. Jeżeli jednocześnie zachodzi więcej niż jedna okoliczność pozwalająca na wyeliminowanie batsmana, a jedną z nich jest  caught, ta reguła otrzymuje pierwszeństwo.
Odbijający nie może być więc wyeliminowany przez złapanie, jeżeli:
- jest ogłoszona no ball lub dead ball
- batsman nie dotknie piłki kijem ani rękawicą
- piłka po uderzeniu jej przez batsmana dotknie ziemi
- piłka nie pozostanie pod kontrolą fieldera
- piłka po uderzeniu przekroczy granicę pola gry
- fielder, złapawszy piłkę, dotknie liny wyznaczającej granicę lub obszaru poza nią

Jeżeli odbijający zostanie wyeliminowany przez złapanie, wszystkie runy zdobyte po tym rzucie są anulowane.